# Verecundus (Reibschüsseltöpfer)
Verecundus war ein römischer Töpfer, tätig in der zweiten Hälfte des 2. bis in die erste Hälfte des 3. Jahrhunderts. Er betrieb eine Töpferei in Soller (Kreis Düren), 45 km westlich von Bonn, die 1932/33 ausgegraben wurde. Diese produzierte hauptsächlich  Mortaria (Reibschüsseln) mit Horizontalrand, die in Niedergermanien und im südlichen Britannien gefunden wurden („Soller mortaria“, „Verecundusware“). Diese sind mit dem Stempel „VERECUNDUS F(ecit)“ versehen.